# Kaznaceiivka, Mahdalînivka
Kaznaceiivka (în ucraineană Казначеївка) este o comună în raionul Mahdalînivka, regiunea Dnipropetrovsk, Ucraina, formată numai din satul de reședință.

## Demografie
Componența lingvistică a satului Kaznaceiivka
     Ucraineană (96,3%)
     Rusă (3,7%)
Conform recensământului din 2001, majoritatea populației satului Kaznaceiivka era vorbitoare de ucraineană (96,3%), existând în minoritate și vorbitori de rusă (3,7%).